# Mbungu Ekofa
Mbungu Ekofa   (Congo Belga, 24 de novembre de 1948) és un exfutbolista de la República Democràtica del Congo de la dècada de 1970.
Fou internacional amb la selecció de futbol de la República Democràtica del Congo amb la qual participà a la Copa del Món de futbol de 1974.
Pel que fa a clubs, destacà a SC Imana.